# أحاديات المسم
أحاديات المَسَمُّ أو تحت رتبة حشرات المونوتريسيا (الاسم العلمي: Monotrysia)، هي مجموعة من الحشرات من رتبة حرشفيات الأجنحة، والتي لا تعتبر حاليًا مجموعة طبيعية أو أو فرع حيوي. تتكون المجموعة فقط من العث ومعظم هذه (باستثناء فصيلة الأنديزيانات Andesianidae المكتشفة حديثًا) صغيرة ولم تتم دراستها نسبيًا (مقارنة بثنائيات المسم) في العديد من مناطق العالم. تمت تسمية المجموعة بهذا الاسم لأن الأنثى لديها فتحة تناسلية (مَسَمَّ pore) واحدة للتزاوج ووضع البيض على عكس بقية حرشفيات الأجنحة (ثنائيات المسم) التي تحتوي على فتحتين تناسلية للإناث. تضم أحاديات المَسَمُّ كل مجموعة متغايرات العروق ما عدا ثنائيات المسم.

## التصنيف
- ثنائيات المسم